# ブルーダイヤモンド
ブルーダイヤモンドは、ダイヤモンドフェリーが運航していたフェリー。神戸-松山-大分航路に就航した。

## 概要
おくどうご6の代船として新来島どっく大西工場で建造され、1990年7月23日に神戸 - 松山 - 大分航路に就航した。
2008年2月7日、中九州航路の減便と関西汽船から移籍したさんふらわあ こがねの就航により引退した。
その後、海外売船され、韓国のシーワールド高速フェリーでQUEEN MARYとして、木浦 - 済州航路に就航していた。
2011年、QUEENと改名した上でフィリピンのネグロス・ナビゲーションに売却され、ST.MICHAEL ARCHANGELとなり、2012年からは、ネグロス・ナビゲーションのグループ再編により、2GOブランドで運航されている。

## 設計

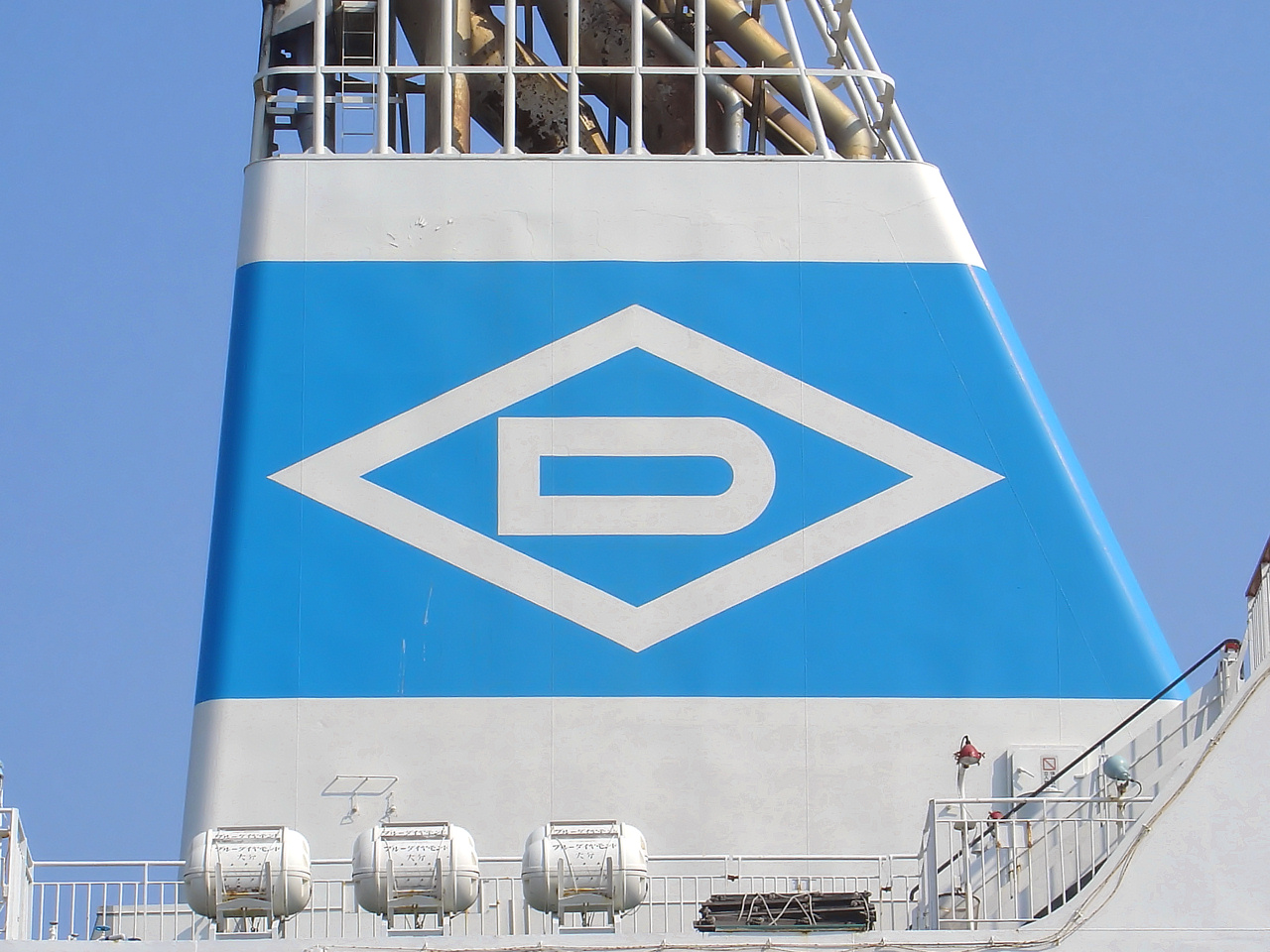
ダイヤモンドフェリーのファンネル

船体の基本はクイーンダイヤモンド・フェリーダイヤモンドと共通であるが、Aデッキ客室が後方に拡大され、総トン数が増加した。また、ブリッジ・ファンネルのデザインが変更され、主機には新型機関を採用している。
客室はさらにグレードアップが図られ、特等・一等のシングルルームを新たに設定したほか、上級クラスとして特別室を設けるなど、大幅に個室が増加し、船内のレイアウトも変更されている。

## 船内

### 船室
- 特別室「アクアマリン」「エメラルド」[4]
- 特等室
  - 特等A（1名×8室 5階）
  - 特等B（2名×各階3室 4・5階）
- 一等室
  - 一等A（1名×18室 4階）
  - 一等B（4名×12室 5階）
- 二等寝台「グリーン寝台」（23室 5階）
- 特二等室「グリーン和室」（1室 4階）
- 二等室（4階12室・5階13室）

### 設備
- 案内所
- エントランス
- レストラン
- 売店
- 浴場